# Привітливий
Приві́тливий (рос. Приветливый) — селище у складі Шарлицького району Оренбурзької області, Росія.

## Населення
Населення — 264 особи (2010; 329 у 2002).
Національний склад (станом на 2002 рік):
- росіяни — 78 %